# Territorio de Bocas del Toro
El territorio de Bocas del Toro fue el primero de los territorios nacionales de la República de la Nueva Granada, creado el 3 de junio de 1843 y extinto el 29 de abril de 1850. El territorio estaba localizado en la zona que hoy compone a la provincia panameña de Bocas del Toro y la mitad septentrional de la comarca Ngäbe-Buglé, e incluía la zona de la costa de Mosquitos hasta el cabo Gracias a Dios, territorio que reclamaba Colombia según la real orden de 1803.
El régimen creado para Bocas del Toro fue extendido luego para los demás territorios nacionales: el presidente de la república elegía directamente a un prefecto para su administración, quien tenía atribuciones políticas, fiscales, militares y judiciales especiales. Bocas del Toro tenía un régimen tributario aparte de las otras provincias de la Nueva Granada, pues estaba eximido del pago de ciertos impuestos y los habitantes tenían derecho a varias fanegadas de tierra baldía para su uso particular.